# Tengia
Tengia é um género botânico pertencente à família Gesneriaceae.

## Espécies
- Tengia potiflora
- Tengia scopulorum